# 대강초등학교 (충북)
대강초등학교는 대한민국 충청북도 단양군 대강면 장림리에 있는 공립 초등학교이다.

## 학교 연혁
- 1929년 4월 15일 대강공립보통학교 개교(사인암리 공회당)
- 1931년 3월 25일 제1회 졸업식
- 1938년 4월 1일 대강공립심상소학교로 개칭
- 1941년 4월 1일 대강공립국민학교로 개칭
- 1943년 4월 5일 방곡분교장 개교
- 1945년 3월 30일 사인암분교장 개교
- 1945년 9월 30일 초대 교장 양원빈 취임
- 1946년 9월 2일 노동분교장, 황정분교장, 죽령분교장 개교
- 1949년 9월 5일 용부원1부락 소개로 죽령분교장 폐지
- 1954년 4월 1일 노동분교장 금곡국민학교에 편입
- 1956년 2월 3일 황정국민학교 승격 인가
- 1957년 4월 8일 방곡분교장 황정국민학교로 편입
- 1957년 4월 8일 8학급 편성
- 1963년 4월 5일 죽령분교장 개교
- 1969년 8월 2일 서울 성신사대부속국민학교와 자매 결연
- 1981년 3월 1일 병설유치원 개원
- 1986년 9월 29일 서울 용산여자중학교와 자매 결연
- 1988년 3월 1일 죽령분교장 폐지 본교로 통합
- 1991년 3월 1일 황정분교장 편입 운영
- 1995년 3월 1일 황정분교장 폐교
- 1996년 3월 1일 대강초등학교로 교명 변경
- 1999년 3월 1일 장정분교장 편입
- 2014년 3월 1일 제34대 김영미 교장 부임
- 2015년 2월 13일 제84회 졸업식(총 졸업생수 4,450명)
- 2015년 3월 1일 6학급편성 병설유치원 1학급
- 2016년 2월 19일 제85회 졸업식(총 졸업생수 4,465명)
- 2016년 3월 1일 6학급편성 병설유치원 1학급
- 2016년 9월 1일 제35대 김욱현 교장 부임

## 참고 자료
- 대강초등학교 - 한국교육학술정보원 학교알리미